# Josef Fontana
Josef Fontana (* 1937 in Neumarkt) war Mitglied des Befreiungsausschusses Südtirol und ist Südtiroler Historiker.
Er wuchs in Neumarkt auf, besuchte dort die Volksschule und erlernte dann das Malerhandwerk. Im Jahr 1961 wurde er aufgrund der Beteiligung an der Feuernacht verhaftet und drei Jahre später im Mailänder Sprengstoffprozess zu einer langen Haftstrafe verurteilt. Während der Haft bereitete er sich auf die Reifeprüfung vor, welche er 1970 in Salzburg ablegte. Später studierte er Germanistik, Geschichte und Philosophie in Innsbruck. Von 1977 bis 1999 verfasste er viele Arbeiten zur Geschichte Tirols, vor allem zu der Zeit von 1800 bis 2000.

## Publikationen (Auswahl)
- Der Kulturkampf in Tirol. Athesia, Bozen 1978, ISBN 88-7014-049-0
- (als Herausgeber): Geschichte des Landes Tirol. 4 Bände in 5 Teilen. Athesia-Tyrolia, Bozen-Innsbruck 1985–1990, ISBN 88-7014-473-9.
- (als Herausgeber): Walter Freiberg (i. e. Kurt Heinricher): Südtirol und der italienische Nationalismus – Entstehung und Entwicklung einer europäischen Minderheitenfrage (= Schlern-Schriften. Bd. 282,1 und 2). Universitätsverlag Wagner, Innsbruck 1990 (1. Auflage), 2 Bände, ISBN 978-3-7030-0224-3.[2]
- Neumarkt: 1848–1970. Ein Beitrag zur Zeitgeschichte des Unterlandes. Athesia, Bozen 1993, ISBN 88-7014-732-0
- Das Südtiroler Unterland in der Franzosenzeit. Wagner, Innsbruck 1998, ISBN 3-7030-0319-7
- (mit Hans Mayr): Sepp Kerschbaumer. Eine Biographie. Edition Raetia, Bozen 2000, ISBN 88-7283-142-3